# Stutzheim-Offenheim
Stutzheim-Offenheim – miejscowość i gmina we Francji, w regionie Grand Est, w departamencie Dolny Ren.
Według danych na rok 1990 gminę zamieszkiwały 982 osoby, a gęstość zaludnienia wynosiła 138 osób/km² (wśród 903 gmin Alzacji Stutzheim-Offenheim plasuje się na 271. miejscu pod względem liczby ludności, natomiast pod względem powierzchni na miejscu 371.).